# Курортна
Курортна — проміжний зупинний пункт Харківської дирекції залізничних перевезень Південної залізниці на лінії Одноробівка — Шпаківка між станцією Шпаківка та зупинним пунктом 224 км у селищі Курортне Дергачівського району Харківської області. 

## Пасажирське сполучення
На зупинному пункті зупиняються приміські поїзди у напрямку Харкова та Золочева. Приміські поїзди прибувають до Харкова на станції Харків-Пасажирський, Харків-Левада та Харків-Балашовський.